# Brzi i žestoki: Hobbs i Shaw
Brzi i žestoki: Hobbs i Shaw (eng. Fast & Furious Presents: Hobbs & Shaw) je američki akcijski film redatelja David Leitch iz 2019. godine i ujedno odvrtjeti dio filmskog serijala Brzi i žestoki.

## Radnja
Otkako su se neprikosnoveni provoditelj zakona Hobbs, odani agent američke Diplomatske sigurnosne službe, i bezakoni izopćenik Shaw, bivši operativac britanske vojne elite, prvi put suočili u filmu dvojac se neprestano sukobljava I pokušavaju uništiti jedan drugoga. Ali kada genetski pojačani anarhist Brixton stječe kontrolu nad podmuklom biološkom prijetnjom koja zauvijek može promijeniti čovječanstvo - i porazi najbolju, briljantnu i neustrašivu agenticu MI6, koja je slučajno Shawnova sestra - dvoje zakletih neprijatelja morat će se udružiti kako bi pobijedili jedinog tipa koji bi mogao biti opakiji od njih samih.

## Glavne uloge
- Dwayne Johnson
- Jason Statham
- Idris Elba
- Vanessa Kirby
- Eiza González
- Cliff Curtis
- Helen Mirren

## Vanjske poveznice
- Brzi i žestoki 8 na Internet Movie Databaseu (engl.)